# Chiesa di San Severino (Lana, Italia)

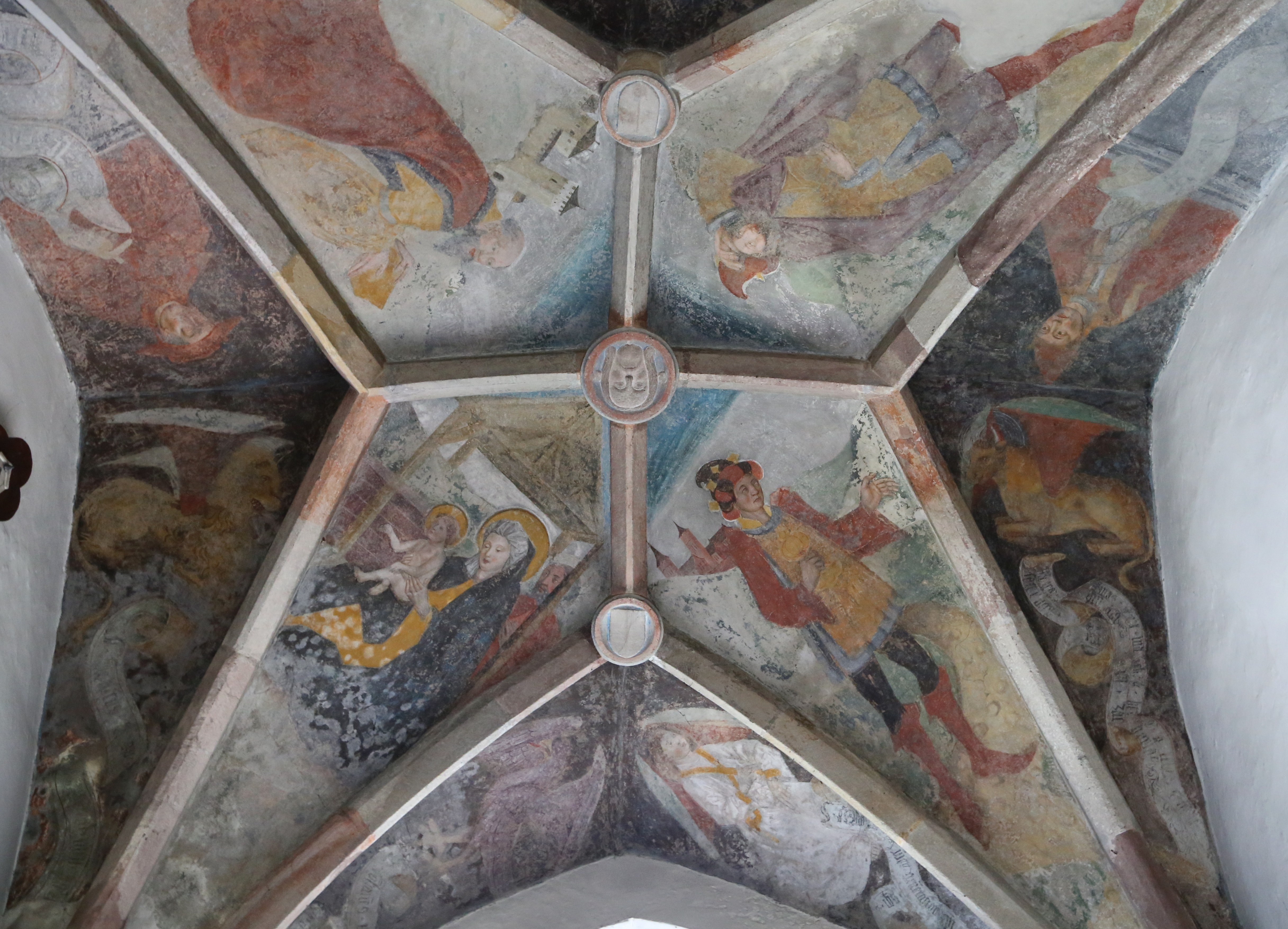
Volta della chiesa di San Severino

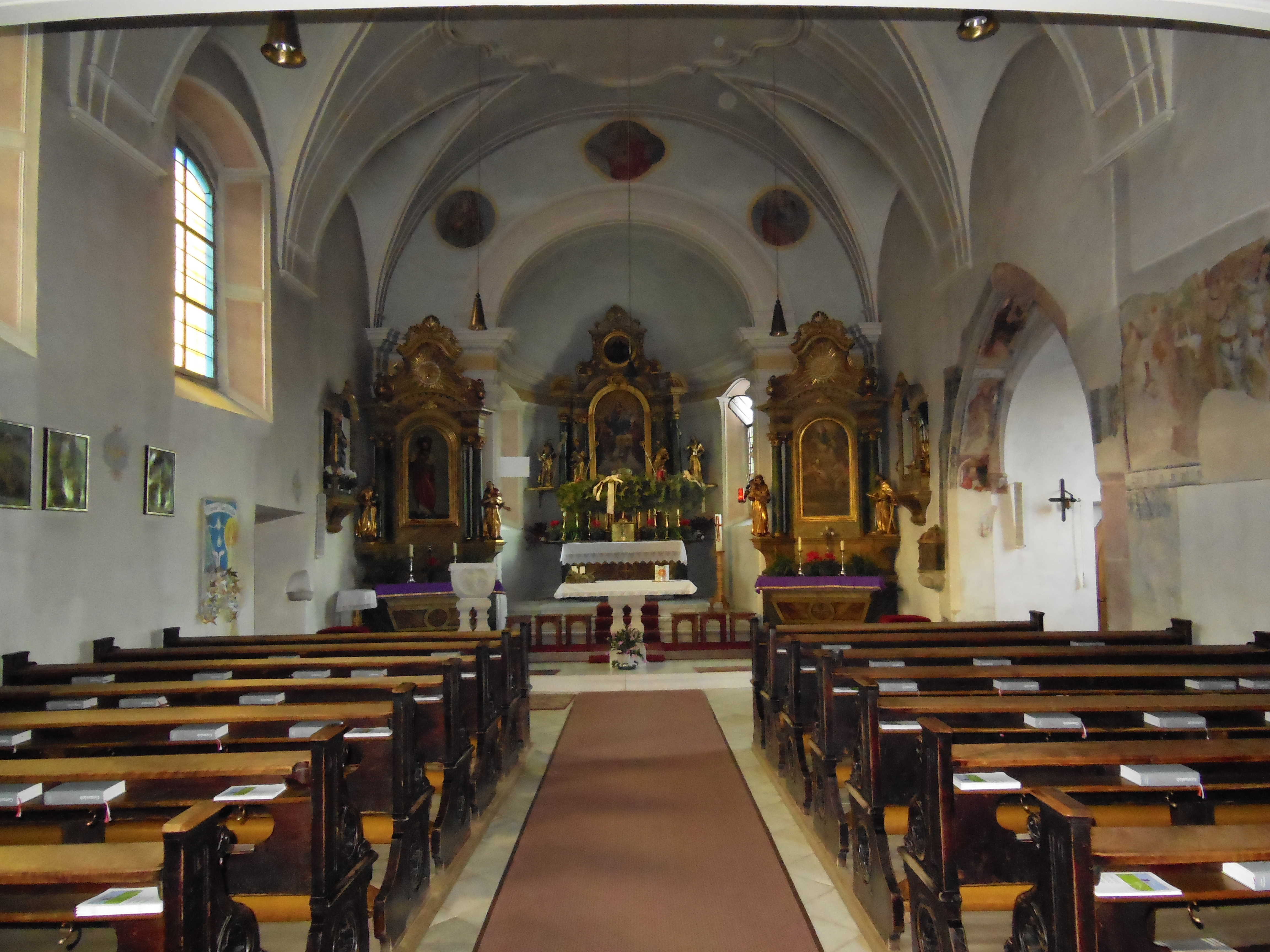
Chiesa di San Severino, interno

La chiesa di San Severino (in tedesco Kirche St. Severin) è la parrocchiale di Foiana (Völlan), frazione di Lana in Alto Adige. Fa parte del decanato di Lana-Tesimo nella diocesi di Bolzano-Bressanone e risale al XVIII secolo.

## Storia
La chiesa è intitolata a san Severino di Colonia, non frequente in Tirolo. Sorge nel luogo dove era eretta una cappella in stile romanico. Un documento di consacrazione del vescovo Corrado II di Trento che fu in carica dal 1188 al 1205, indica l'esistenza di un edificio sacro a Völlan dalla fine del XII secolo.
Il primo riferimento alla cappella è attestato in un documento del 4 gennaio 1295, quando il signore di corte Konrad Halblinch auf der Mayenburg lasciò in eredità un vigneto "nel Vill" vicino a Lana "alla cappella sulla montagna di Völlan". Il ciambellano e poi signore del feudo di Mayenburg, Georg Häl, presumibilmente fece costruire una nuova chiesa gotica, che fu consacrata il 22 marzo 1433.
Anche il campanile della chiesa risale a questo periodo.
L'edificio originale della chiesa era orientato a est e il vecchio coro, oggi aperto da un arco a tutto sesto, era situato a nord del campanile ed è l'unico residuo sopravvissuto dell'antico complesso della chiesa.

## Descrizione
La chiesa è un monumento sottoposto a tutela col numero 15628 nella provincia autonoma di Bolzano.
Il muro esterno orientale è decorato con un affresco di San Cristoforo mentre sono andati distrutti gli affreschi della parete nord. L'interno è decorato con preziosi affreschi del XV secolo. La volta è a quattro vele delimitate da costoloni  e risale alla prima metà del XV secolo. Gli altari sono stati costruiti a metà del XIX secolo  e rappresentano, oltre a Maria, il patrono della chiesa e San Martino.